# Юніон Тауншип (округ Юніон, Нью-Джерсі)
Юніон Тауншип (англ. Union Township) — селище (англ. township) в США, в окрузі Юніон штату Нью-Джерсі. Населення — 59 728 осіб (2020).

## Демографія
Згідно з переписом 2010 року, у селищі мешкали 56 642 особи в 19 556 домогосподарствах у складі 14 281 родини. Було 20250 помешкань
Расовий склад населення:
| - 53,8 % — білих - 29,0 % — чорних або афроамериканців - 10,6 % — азіатів - 0,1 % — корінних американців - 4,1 % — осіб інших рас |

До двох чи більше рас належало 2,4 %. Частка іспаномовних становила 14,9 % від усіх жителів.
За віковим діапазоном населення розподілялося таким чином: 21,1 % — особи молодші 18 років, 64,9 % — особи у віці 18—64 років, 14,0 % — особи у віці 65 років та старші. Медіана віку мешканця становила 39,6 року. На 100 осіб жіночої статі у селищі припадало 89,7 чоловіків;  на 100 жінок у віці від 18 років та старших — 85,6 чоловіків також старших 18 років.
Середній дохід на одне домашнє господарство  становив 89 994 долари США (медіана — 75 742), а середній дохід на одну сім'ю — 104 956 доларів (медіана — 88 874). Медіана доходів становила 59 249 доларів для чоловіків та 51 457 доларів для жінок. За межею бідності перебувало 8,0 % осіб, у тому числі 12,2 % дітей у віці до 18 років та 8,1 % осіб у віці 65 років та старших.
Цивільне працевлаштоване населення становило 28 656 осіб. Основні галузі зайнятості: освіта, охорона здоров'я та соціальна допомога — 28,0 %, роздрібна торгівля — 11,5 %, науковці, спеціалісти, менеджери — 11,1 %.